# Physalis geniculata
Physalis geniculata là loài thực vật có hoa trong họ Cà. Loài này được (M. Martens & Galeotti) Miers miêu tả khoa học đầu tiên năm 1857.